# Ivan Mažuranić
Ivan Mažuranić (Novi Vinodolski, 11. kolovoza 1814. – Zagreb, 4. kolovoza 1890.), bio je hrvatski pjesnik, jezikoslovac, prevoditelj i političar. Hrvatski ban od 1873. do 1880. godine. Poznat je po nadimku ban pučanin. Najznačajnija je stvaralačka osobnost hrvatskoga narodnog preporoda (pjesnik, jezikoslovac, hrvatski ban).

## Životopis

### Rani život i politička karijera
Ivan Mažuranić rođen je u Novom Vinodolskom 1814. godine. Potječe iz imućne građansko-težačke, poljodjelsko-vinogradarske obitelji u Novom Vinodolskom. Mažuranići su stara novljanska obitelj koja se spominje još početkom 16. stoljeća. Ivan Mažuranić rodio se je u obitelji dobro stojećeg seljaka Ivana Mažuranića Petrova (1781. – 1844.) i majke Marije (rođena Ivić). U njegovoj obitelji bila su još tri sina, najstariji Josip koji je ostao brinuti se za imanje, Antun koji je bio poznati pravnik i filolog, te najmlađi Matija koji je bio kovač po struci. Pučku školu pohađao je u rodnom Novom Vinodolskom, završivši je 1827. godine. Nakon Pučke škole klasičnu gimnaziju pohađao je u Rijeci, gdje ju je i završio 1833. godine, a tu je naučio talijanski, njemački i mađarski jezik. Kasnije naučio je i francuski, te ponešto engleski, a i gotovo sve slavenske jezike. Studirao je filozofiju i pravo u Zagrebu i mađarskom Sambotelu. Filozofiju je od 1833. godine slušao u Zagrebu, a potom je nastavio studij u Sambotelu. U Zagrebu je od 1835. do 1837. godine studirao pravo na Kraljevskoj akademiji znanosti. Po svršetku studija prava radio je kao odvjetnički pripravnik (1837. – 1839.) a potom kao gimnazijski učitelj (1839. – 1840.) u Zagrebu. Nakon što je položio odvjetnički ispit 5. listopada 1840. godine, preselio se je u Karlovac gdje je otvorio odvjetnički ured. Zatim je u ožujku 1841. godine u Pešti položio ispit iz mjeničkog prava. Dan 27. lipnja 1841. godine vjenčao se je u Zagrebu s Aleksandrom Demeter, sestrom pjesnika Dimitrija Demetra. Godine 1847. nije uspio biti izabran za narodnog zastupnika u Hrvatski sabor.
U politiku posve se uključio 1848. godine. Na poziv bana Josipa Jelačića, 27. travnja 1848., Mažuranić je pristupio novoosnovanom Banskom vijeću. Iste godine pisao je saborske akte, članake i reprezentacije. Kao narodni zastupnik u Hrvatskome saboru nije često govorio, no u jednom od svojih govora, među ostalim, rekao je: "ja ne mislim da će se ikad pomirenje (s Mađarima) mirnim putem izvesti moći...", pa je ustvrdio: "...što god je dosad samo na papiru učinjeno, to Mađar nikad održao nije.". Godine 1848. Središnji odbor s Mažuranićem na čelu istaknuo je da je te godine prestala svaka državnopravna veza Hrvatske s Ugarskom, budući da Hrvatska prizna "neodvisnost i samostalnost" i "realni i virtulani teritorialni obseg" Trojedne Kraljevine Hrvatske, Slavonije i Dalmacije. Potom od 1850. godine obavlja u Beču najviše političke funkcije vezane uz Hrvatsku: zamjenik generalnoga prokuratora i državni nadodvjetnik, predsjednik Privremenoga dvorskoga dikasterija za Hrvatsku i Slavoniju, predsjednik Hrvatske dvorske kancelarije. Nakon toga preselio se je 1850. godine u Zagreb i tu ga je Beč imenovao zamjenikom državnoga tužitelja za Hrvatsku i Slavoniju, a 1854. državnim tužiteljem.
Službuje u Hrvatskome saboru od 1861. godine, a 1862. godine potaknuo je osnivanje Stola sedmorice. Predsjednik je Matice ilirske od 3. ožujka 1858. do konca 1872. godine. Iako je u početku u politici podupirao Narodnu stranku, 1862. godine pokreće osnivanje Samostalne narodne stranke, kojoj je bio na čelu. Sklon je oslanjanju na Beč, što ga je i dovelo do banske časti. Za predsjednika Hrvatskoga sabora izabran je 19. siječnja 1872. godine.

### Banovanje
Ivan Mažuranić započeo je svoj mandat kao hrvatski ban 20. rujna 1873. godine a završio ga je 21. veljače 1880. godine. Njegovo banovanje bilo je vrijeme brojnih reformi kojima je poboljšao hrvatsko pravosuđe, političku upravu i školstvo. Uvedena je odgovornost bana (vlade) Saboru, dioba sudstva i uprave te neovisnost sudaca, moderna upravna organizacija, racionalnija sudbena organizacija i racionalniji kazneni postupak, moderniji penološki sustav, sloboda tiska i porotno suđenje, uređeno je pravo na javno okupljanje, donesen je zakon o zavičajnoj pripadnosti, liberaliziran izborni postupak, uvedeni su zametci nekih javnih služba (statistička služba, javno zdravstvo, unaprjeđenje poljoprivrede), laicizirano je i poboljšano pučko školstvo i osnovao Zagrebačko sveučilište (pravni, filozofski i bogoslovni), uvedeno je obvezno četverogodišnje školovanje, a nadzor nad pučkim školama oduzeo je Crkvi te one postaju državne. U veljači 1880. godine podnio je ostavku na bansku čast zbog otezanja s obnovom financijske nagodbe i priključenjem Vojne krajine banskoj Hrvatskoj.
Na banskome položaju naslijedio ga je Ladislav Pejačević, a prethodnik mu je bio Antun Vakanović.

### Izlazak iz politike i povratak, smrt
Car i kralj Franjo Josip I. umirovio ga je odmah po podnošenju ostavke. Ivan Mažuranić pritom odbio je ponuđenu mu barunsku titulu, te je tako do kraja svojega života ostao prvi i posljednji ban pučanin. Ivan Mažuranić nakon podnošenja ostavke na bansku čast neko vrijeme izašao je iz politike i javno nije djelovao. Živio je povučeno i bavio se matematikom i astronomijom. Od 1880. godine do smrti živio je u zagrebačkoj Jurjevskoj ulici, na broju 5. U politiku uključio se je ponovno i bio saborskim zastupnikom od 1884. do 1887. godine, no nije bio naročito aktivan u tome mandatu. Nakon što je 1887. godine u Novom Vinodolskom pobijedio na izborima za Hrvatski sabor njegov izbor bio je poništen i Mažuranić se više nije kandidirao, te posve se je povukao iz politike.
Od veljače 1890. godine pobolijevao je od gripe a potom i od astme. Umro je u Zagrebu 4. kolovoza 1890. godine, od kljenuti srca pogođen smrću svastike Roze Demeter, a pokopan je na zagrebačkome groblju Mirogoju. Njegov pokop bio je uz najveće počasti 6. kolovoza u 5 sati poslijepodne, a pokopan je u mirogojskoj "ilirskoj" arkadi. Nad njegovim grobom govore održali su sveučilišni profesor dr. Kosta Vojnović i filozof Juraj Tomljenović.

## Književni i jezikoslovni rad
Od prvih stihova iz 1830. godine (Vinodolski dolče, da si zdravo, Novigrade, pozdravljam te lipo!), koje piše kao 16-godišnji đak riječke klasične gimnazije u pjesmi "Pisma od Vinodolca školana" ↓1 kao pozdrav svome zavičaju, bavio se raznim liričkim problemima: razjašnjenjem metričkih problema vezanih za hrvatski jezični izraz, vergilijanskim epom, posebno odnosom povijesti i poezije. Pisao je pjesme i na mađarskome jeziku od kojih su mu poznate samo dvije pjesme koje je ispjevao 1832. godine: Búcsúdal (Oproštajna pjesma) i Császár Urhoz Újesztendő alkalmával 1833 (Gospodinu Császáru u Novoj godini 1833). Prva pjesma tiskana je u Rijeci a druga je sačuvana u pjesnikovoj rukopisnoj ostvštini.
Prvu na hrvatskome jeziku objavljenu pjesmu "Primorac Danici", objavio je 17. siječnja 1835. godine u drugome broju Danice. U Danici je, od samoga početka, bio jedan od najzapaženijih i najizrazitijih pjesnika, a kao čovjek neobično uman, temeljite naobrazbe i prostranih vidika, preporodni pokret shvatio je dublje od mnogih, u punom totalitetu kulturno-političkih namjera i nijansi.
Već u početnim stihovima pokazuje osobitu izvornost. Želeći provjeriti snagu i mogućnost hrvatskog jezika na poeziju pokušava primijeniti različite poetske oblike i stilove: elemente klasičnog metra (Sapfina strofa, elegijski distih), piše stihove koji su često porođene, formalno i sadržajno, za narodno pjesmom, te se okušao u trubadurskoj poeziji. 
Njegov pjesnički ugled bio je u to doba već tako neprijeporan, da ga je tek osnovana Matica ilirska izabrala da za njezino prvo, inauguralno izdanje dopiše XIV. i XV. pjevanje Gundulićeva velikog epa. Tri pjesnika okušala su se u tom poslu prije njega: Pjerko Sorkočević, Marin Zlatarić i jedan koji se nije potpisao; poslije njega nitko više nije ni pokušavao nadmašiti Ivana Mažuranića: toliko se njegova dopuna stopila s cjelinom Gundulićeva djela. Dopuna Osmana je Mažuranića predstavilo kao erudita i snažnog umjetničkog potencijala. Uspio se saživjeti s tekstom, usvojivši Gundulićev stil, jezik i izraz u cjelini, ali tu iskazuje neke originalne hrvatske konciznosti, metaforiku i refleksije što vidimo u njegovu spjevu "Smrt Smail-age Čengića".

### Smrt Smail-age Čengića
Uspjeh je i u javnosti bio tolik da ga je, kao karlovačkog odvjetnika, šurjak Dimitrija Demeter, brat njegove supruge Aleksandre, nagovorio da za časopis Iskra: zabavni sastavci od više domorodnih spisateljah napiše nešto novo. To novo bio je spjev “Směrt Čengić-age”, prvi puta objavljen u Iskri 1846. godine, koji nije samo ispunio sve nade nego i nadmašio sva očekivanja. Kačić i Gundulić: to su temelji na kojima je podignuta zgrada Mažuranićeva epa. Ako je pošao od Kačića, tek preko Gundulića dosegao je vlastiti izraz. U svome danas već klasičnom djelu, jednom od najblistavijih, najmoćnijih umjetnina hrvatske riječi, opjevao je stvarni događaj, ali ga je on, ne držeći se svih povijesnih činjenica (esencijalno, radi se o moralno dvojbenom provincijalnom događaju: ubojstvu lokalnoga tiranina na prijetvorno-mučki način), pjesnički toliko preradio, i produbio, da se u njemu jedan pojedinačni slučaj uzdiže do opće, univerzalne ideje, misli vodilje cijeloga našeg preporodnog pokreta: ideje slobode i pravde. Djelo Smrt Smail-age Čengića, prevedeno je na brojne svjetske jezike, kao što su mađarski, armenski, češki, poljski, ruski, albanski, njemački, engleski, španjolski, talijanski, švedski, latinski, esperanto i ine.
Antun Barac u svojoj monografiji Mažuranić iz 1945. godine napisao je:

### Izbor pjesama
- "Pozdrav Vinodolu" (1830.)
- "Primorac Danici" (1835.)
- "Danici ilirskoj" (1836.)
- "Věkovi Ilirije" (1838.)
- "Javor" (1839. – 1840.)
- "Peru" (1840.)

U svom književnom djelovanju služio se je i s nekoliko pseudonima, kao što su: Ilir iz Primorja horvatskoga, Slavomir, Budimir, te s nekoliko šifri.

### Jezikoslovac
Kao jezikoslovac, ostvario je prvi uistinu moderan hrvatski rječnik. Zajedno s Jakovom Užarevićem 1842. godine izdao je hrvatsko-njemački rječnik (Njemačko-ilirski slovar) s 40.000 riječi u kojemu je, osim primanja starijega nazivlja iz rječnika Mikalje i Stullija, osmislio mnoge nove riječi. Kako bi preveo pojedine njemačke pojmove, skovao je hrvatske pojmove za mnoga područja gradske civilizacije i time utro put Bogoslavu Šuleku. Primjerice, Mažuranić je otac riječi računovodstvo, nosorog, sladoled, veleizdaja, velegrad ili izraza tržišno gospodarstvo.

## Djela
- Na sedamdeseti dan rodjenja ... grofa Janka Draškovića trakoštjanskoga, ... kanoti načelnika učenoga družtva ilirskoga, i userdnoga svedje domorodca : pobožni starinske krěposti štovaoci dana 20. listopada 1840., U Zagrebu : K. p. ilir. nar. tiskarna Dra. Ljudevita Gaja, 1840.
- Davoria, Prettner, Karlovac, 1841.
- Deutſch-iliriſches Wörterbuch. Nĕmačko-ilirski slovar,  Izdanje dra. Ljudevita Gaja, Zagreb, 1842. (suautor Jakov Užarević)[21][22]
- U slavu ... grofa Franje Hallera od Hallerkeöa, dne 17. i 18. listopada 1842 prigodom njegova parvoga uzašastja na stolicu bansku od zemlje Dalmatinske, Harvatske i Slavonske : sinovi ovieh zemaljah smierno poklanjaju, Kr. pov. ilir. nar. tiskarna Dra. Ljud. Gaja, [Zagreb], [1842?]
- Osman, (dopuna XIV. i XV. pjevanja),  Matica ilirska, Zagreb, 1844.)
- Směrt Čengić-age, Ivan Havliček, Zagreb, 1846. (Poseban otisak iz: Iskra: zabavni sastavci od više domorodnih spisateljah, Zagreb, 1846.)[23]
- Smrt Smail-age Čengića, Dr. Imbro Ignjatijević Tkalac, Zagreb, 1857. (više od 140 izd. do 2014.)[17]
- Hèrvati Madjarom. Odgovor na proglase njihove od ožujka mieseca i travnja 1848., Tiskom Ivana Nep. Prettnera, Karlovac, 1848. (mađ. izd. A’ Horvátok a’ Magyaroknak: felelet az 1848-ik Mártzius és Aprilis magyar hirdetmenyekre, Tiskom Franje Župana, Zagreb, 1848.)
- Pjesme Ivana Mažuranića: sa slikom i autografom pjesnika ter sa fototipijom pjesnika na odru, izdao Vladimir Mažuranić, Tiskarski zavod Narodnih novina, Zagreb, 1895. (2. izd. Primorski štamparski zavod, Sušak, 1924.)
- Djela / Ivan Mažuranić, Matija Mažuranić, Dimitrija Demeter, uredio Slavko Ježić, Zora, Zagreb, 1958.
- Izabrana dela, Narodna knjiga, Beograd, 1963.
- Smrt Smail-age Čengića. Stihovi. Proza, Pet stoljeća hrvatske književnosti, knj. 32, Zora - Matica hrvatska, Zagreb, 1965.
- Směrt Čengić-age, reprint posebnoga otiska iz zbornika Iskra: zabavni sastavci od više domorodnih spisateljah, JAZU, Odjel za suvremenu književnost, Zagreb, 1968.
- Sabrana djela, 1–4, (sv. 1 Smrt Smail-age Čengića, sv. 2 Pjesme, sv. 3 Proza, sv. 4. Pisma. Govori), Sveučilišna naklada Liber - Nakladni zavod Matice hrvatske, Zagreb, 1979.
- Izabrani politički spisi, Golden marketing - Narodne novine, Zagreb, 1999.
- Izbor iz djela, priredio Miroslav Šicel, Biblioteka Croatica: hrvatska književnost u 100 knjiga, kolo 4, knj. 76, Riječ, Vinkovci, 2000.
- Gnijezdo vrh timora, Mozaik knjiga, Zagreb, 2008.
- Izabrana djela, prir. Božidar Petrač, Stoljeća hrvatske književnosti, knj. 139, Matica hrvatska, Zagreb, 2019.

## Odličja i počasti
- 1879.: 8. travnja dodijeljen mu je Red željezne krune I. razreda.[2]
- Gradovi Zagreb, Rijeka, Varaždin, Karlovac, Koprivnica i Bjelovar imenovali su ga počasnim građaninom.[2]

## Spomen i baština
- 1960.: Na kući u zagrebačkoj Jurjevskoj ulici br. 5, u kojoj je živio nakon povlačenja iz politike, postavljena mu je spomen-ploča.[11]
- Lik Ivana Mažuranića nalazi se na novčanici od 100 kuna.[24]
- Osim Trgova Ivana Mažuranića u Zagrebu i u Novom Vinodolskom, mnoge ulice, škole i trgovi u Hrvatskoj nose njegovo ime.
- Prigodom ulaska Hrvatske u Europsku uniju, Nova TV je pokrenula kampanju "Vjeruj u Hrvatsku" sa sloganom iz Mažuranićevog saborskog govora iz 1886. godine.[25]
- 2014.: Povodom 200. obljetnice pjesnikova rođenja u seriji maraka Hrvatske pošte Znameniti Hrvati objavljena je prigodna poštanska marka s njegovim likom.[26]

## Obitelj
- Antun Mažuranić - brat Ivana Mažuranića
- Matija Mažuranić - brat Ivana Mažuranića
- Vladimir Mažuranić (leksikograf) - sin Ivana Mažuranića, pravnik, pisac i predsjednik HAZU.[27]
- Ivana Brlić-Mažuranić - unuka Ivana Mažuranića, hrvatska književnica.
- Ivan Vladimir Mažuranić - praunuk Ivana Mažuranića, slikar i mačevalac.[27]

## Citati
- Gospodo, da mi je tko rekao: kaži tvoj simbol političke vjere, koji je? Ja bih rekao: suvišno baš pitati; ali, kad me ne poznaš, reći ću ti; i ja bih rekao: ja sam Hrvat; ja bih rekao: vjerujem u Kraljevinu Hrvatsku, u njezinu prošlost, u njezinu sadašnjost i – ako Bog da – u njezinu budućnost. (iz govora u Hrvatskome saboru, 13. prosinca 1886. godine)[28]
- Ljubav moja spada momu narodu, štovanje moje svim narodom, ne samo jednomu, nego svim, koji su s nama u jednom gniezdu u ovoj Monarkiji. Prije svega treba ljubiti svoj narod, a štovati ostale. (iz govora u Hrvatskome saboru, 13. prosinca 1886. godine)[29]
- A velik je, tko se malen rodi, a kad pane, golem grob mu treba! (iz pjesme "Javor")[10]
- Dobar junak, da je čovjek taki! (516). (iz romantičarskog spjeva Smrt Smail-age Čengića)[8]